# Лез Астр
«Лез Астр» — камерунский футбольный клуб из Дуала. Выступает в чемпионате Камеруна. Основан в 2002 году. Домашние матчи проводит на стадионе «Стадэ де ла Реунифицейшн», вмещающем 30 тысяч зрителей.
Наивысшим достижением клуба в Чемпионате Камеруна является второе место. «Лез Астр» трижды выходил в финал кубка Камеруна (в 2007, 2009, 2010), но ни разу не смог одержать победы в решающем матче.

## Международные соревнования
- Лига чемпионов КАФ: 2

2011 — Предварительный раунд
2012 — Предварительный раунд
- Кубок Конфедерации КАФ: 3

2006 — Первый раунд
2007 — Групп0овой раунд
2008 — Третий раунд